# 張雲屏
張雲屏，中華民國外交官、政府官員。畢業於國立政治大學企業管理學系學士、新聞所碩士，曾在《中國時報》工作，因為看見「外交有無限的可能」，決定參加外交特考。歷任外交部新聞文化司副司長、外交部發言人、中華民國駐阿拉伯聯合大公國杜拜商務辦事處長、外交部非洲司長、中華民國駐約旦商務辨事處大使銜代表、駐斯洛伐克臺北代表處大使銜代表、外交部禮賓處長、駐匈牙利臺北代表處大使銜代表、外交部禮賓處長等職務。

## 職業生涯
2013年5月16日，《約旦時報》刊登有關台灣與菲律賓的漁業糾紛新聞，報導指出在菲律賓總統派代表赴台灣對此事道歉後，台灣仍決定制裁菲律賓。23日，駐約旦代表張雲屏投書《約旦時報》，說明菲律賓公務船射殺台灣漁船「廣大興28號」漁民的真相，表示菲律賓是為「不幸且非蓄意的人命喪失」道歉，但中華民國政府無法接受這種說法。由於該船身有50餘個彈孔，表示菲律賓對非武裝漁船採取的暴力行動已違反國際法與《聯合國海洋法公約》。最後籲請該報對此事件的後續，作出客觀和公平的報導。